# Amomum verrucosum
Amomum verrucosum är en enhjärtbladig växtart som beskrevs av Shao Quan Tong. Amomum verrucosum ingår i släktet Amomum och familjen Zingiberaceae. Inga underarter finns listade i Catalogue of Life.